# 타임 100: 세기의 가장 중요한 인물

TIME 로고

타임 10: 세기의 가장 중요한 인물(Time 100: The Most Important People of the Century)은 1998년과 1999년에 5개의 호에 걸쳐 타임지에 실린 20세기의 가장 영향력 있는 100인의 편집본이다.
그러한 리스트에 대한 아이디어는 1998년 2월 1일 베트남 하노이의 한 심포지엄에서의 토론으로 시작되었다. 패널 참가자는 전 CBS 이브닝 뉴스 앵커 댄 라이터, 역사가 도리스 컨스 굿윈, 전 뉴욕 주지사 마리오 쿠오모, 당시 스탠퍼드 프로보스트 콘돌리자 라이스, 출판인 어빙 크리스톨, 그리고 타임지 편집장 월터 아이작슨이었다.
1999년 12월 31일, 타임지는 별도의 호를 통해 알베르트 아인슈타인을 세기의 인물로 인정했다.

## 세기의 사람들
- 알베르트 아인슈타인
- 마하트마 간디 (차점자)
- 프랭클린 D. 루스벨트 (차점자)

선정된 100명 중 알베르트 아인슈타인이 세기의 인물로 선정되었다. 《타임》 편집진은 20세기를 "과학과 기술이 지배한 세기"로 규정하고, 아인슈타인이 그러한 시대를 대표하는 과학자였다고 평가하였다. 그는 엔리코 페르미, 베르너 하이젠베르크, 닐스 보어, 리처드 파인먼 등 그의 업적을 바탕으로 한 수많은 과학자들을 상징하는 인물로 여겨졌다.
잡지 표지는 1947년 미국의 인물 사진작가 필리프 홀스먼이 촬영한 아인슈타인의 유명한 사진을 사용하였다.
차점자는 마하트마 간디와 프랭클린 D. 루스벨트였다.

## 논란
정치 분야에서의 영향력을 고려할 때, 아돌프 히틀러는 제2차 세계 대전과 홀로코스트를 일으킨 인물로, 베니토 무솔리니는 제2차 이탈리아-에티오피아 전쟁을 일으킨 인물로서, 이들이 세기의 인물로 선정되어야 하는지에 대한 논의가 있었다.